# Амнезия (фильм, 2019)
«Амнезия» (англ. Awake) — американский триллер 2019 года режиссёра Александра Черняева. Премьера в США состоялась 1 августа 2019 года.

## Сюжет
Мужчина, попавший в дорожную аварию, приходит в себя в больнице, но не может вспомнить даже своего имени. Сразу после пробуждения этот «Джон Доу» сталкивается с серьёзным обвинением: в багажнике его машины обнаружили тело очередной жертвы серийного маньяка, и полиция подозревает его в причастности к убийствам. Герой не знает, кто он такой, не помнит, что делал до автокатастрофы, но не может поверить, что является жестоким убийцей. Чтобы разобраться во всём происходящем, он решает сбежать из больницы. Когда медсестра, которая за ним ухаживает, отказывается содействовать побегу, он берёт её в заложницы.

## В ролях
- Джонатан Риз Майерс — Джон Доу
- Франческа Иствуд — Диана
- Уильям Форсайт — шериф Роджер Бауэр
- Малик Йоба — агент ФБР Фрэнк Уорд
- Джеймс Остин Керр — Оливер Бауэр
- Адина Галупа
- Эрин Херринг
- Кэй Браунли-Фрэнс
- Джинджер Гилмартин
- Джина Д. Брюэр